# Área de Proteção Ambiental das Nascentes do Rio Vermelho

## Área de Proteção Ambiental das Nascentes do Rio Vermelho
A Área de Proteção Ambiental das Nascentes do Rio Vermelho (APANRV) pertence ao grupo de unidades de conservação de Uso Sustentável, conforme definido pelo Sistema Nacional de Unidades de Conservação da Natureza (SNUC), esse tipo de grupo concilia a conservação da natureza com o uso sustentável de parte dos recursos naturais. Está localizada no bioma Cerrado do estado de Goiás, abrangendo os municípios de Buritinópolis, Damianópolis, Mambaí, Posse e Sítio d'Abadia., com uma área de 176.324,3 hectares e está inserida na bacia hidrográfica do Rio Tocantins. O Decreto responsável pela criação da APA Nascentes do Rio Vermelho (APANRV) é o de 27 de setembro de 2001.
A Área de Proteção Ambiental das Nascentes do Rio Vermelho visa ordenar a ocupação nas áreas de influência do patrimônio espeleológico e fiscalizar atividades turísticas, culturais e econômicas, sempre alinhadas à conservação. A unidade foca no controle ambiental, monitoramento, educação ambiental e pesquisa científica, além de proteger a biodiversidade hídricos (com ênfase na preservação das nascentes do rio Vermelho, que é um importante curso d'água da região) e os recursos e o patrimônio espeleológico. O planejamento e gestão envolvem a colaboração de órgãos públicos, prefeituras, ONGs e comunidades locais, visando a sustentabilidade e a melhoria da qualidade de vida da região.

### Localização:
A Área de Proteção Ambiental das Nascentes do Rio Vermelho está localizada no Brasil, no bioma Cerrado, no estado de Goiás, inserida na bacia hidrográfica do Tocantins, abrangendo os municípios de Buritinópolis, Damianópolis, Mambaí, Posse e Sítio d'Abadia.
| Estado | Município      | Área da UC no Município (ha) | Área da UC no Município (%) |
| GO     | Buritinópolis  | 15891,97                     | 8,94                        |
| GO     | Damianópolis   | 40067,38                     | 22,55                       |
| GO     | Mambaí         | 84138,53                     | 47,36                       |
| GO     | Sítio d'Abadia | 698,63                       | 0,39                        |
| GO     | Posse          | 36876,76                     | 20,76                       |

### Relevo e geomorfologia
A geomorfologia da APA Nascentes do Rio Vermelho é caracterizada pela Superfície Regional de Aplainamento IV (SRA-IV A), com a presença de Cobertura Detrito-Laterítica. A paisagem é composta por colinas alongadas que podem atingir altitudes próximas a 1.000 metros, sustentadas por formações de calcários, dolomitos e folhelhos pertencentes aos Grupos Areado, Bambuí e Urucuia. A presença dessas formações geológicas contribui para a diversidade geomorfológica e a riqueza em patrimônio espeleológico da APA Nascentes do Rio Vermelho. Destacam-se, especialmente, as áreas do Grupo Bambuí, que reforça para à região uma rica concentração de patrimônio espeleológico.
A APA Nascentes do Rio Vermelho apresenta duas formações geológicas principais: o Chapadão Central e o Vão do Paramã. O Chapadão Central, remanescente da Superfície Sul-Americana, é composto por arenitos do Grupo Urucuia, com sedimentos siliciclásticos não consolidados e grandes estratificações cruzadas de origem eólica, típicas da Formação Posse. O Vão do Paramã, parte da Superfície Velhas, é formado por rochas do Grupo Bambuí, que incluem litofácies siliciclásticas e carbonáticas depositadas em uma plataforma marinha no Neoproterozoico. A APA abriga 148 ambientes cársticos, como cavernas, campos de lápias, vales cegos e desfiladeiros, registrados pelo CEVAC (2017). 

### Flora
A APA Nascentes do Rio Vermelho abriga fitofisionomias típicas do Cerrado, como mata ciliar, cerrado stricto sensu, veredas e campos. Em 1995, a paisagem era dominada por formações savânicas (87%), distribuídas principalmente na porção nordeste, enquanto as formações florestais se concentravam em APPs ao longo dos canais de drenagem. As pastagens predominaram no extremo norte e sul, sem áreas agrícolas específicas. Entre 1995 e 2017, as pastagens aumentaram 12,3%, melhorando parte das formações savânicas, que diminuíram 48,6%, especialmente na região oeste. Também houve expansão urbana e agrícola no sul da APA. As formações campestres restritas a fragmentos em áreas de relevo acentuado. 

### Fauna
Na APA Nascentes do Rio Vermelho, foram registradas 180 espécies de aves, distribuídas em 21 ordens e 47 famílias. Tyrannidae (22 espécies), Psittacidae (12) e Thraupidae (12) foram as famílias mais representativas. A predominância de Tyrannidae, composta por espécies insetívoras, reflete sua ampla distribuição nos neotrópicos, ocupando todos os estratos florestais. Essa diversidade está ligada à variedade de nichos ecológicos e à riqueza da fauna local. Os registros foram compilados a partir de literatura específica sobre a APA e o Vale do Paranã, fornecendo uma visão abrangente da biodiversidade avifaunística na região. 
A APA Nascentes do Rio Vermelho, em Goiás, abriga 28 espécies de morcegos, representando seis das oito famílias encontradas no Brasil. Cerca de 75% das espécies foram capturadas em cavernas, destacando sua importância como refúgios no Cerrado. Entre as espécies predominantes estão Carollia perspicillata , Glossophaga soricina , Lonchophylla dekeyserii (endêmica do Cerrado) e Desmodus rotundus , sendo Lonchorhina aurita a mais capturada. Os morcegos apresentam hábitos alimentares variados, como frugívoros, nectarívoros, insetívoros e hematófagos, desempenhando funções ecológicas essenciais, como dispersão de sementes e controle de insetos. A riqueza de espécies aumenta na estação seca. 

### Valores e Atributos ecológicos e ambientais

#### Patrimônio Espeleológico
A APA Nascentes do Rio Vermelho apresenta uma riqueza de formações cársticas, como cavernas e grutas, que possuem grande importância ecológica, científica e turística. Essas formações abrigam ecossistemas únicos. Pesquisas revelam que uma área conta com cerca de 148 ambientes cársticos já catalogados, reforçando sua relevância geológica e o potencial para práticas de educação ambiental e turismo sustentável.   

#### Biodiversidade do Cerrado
A APA fica no bioma Cerrado, conhecida por ter muitas espécies de plantas e animais únicos, que só existem nessa região. Algumas dessas espécies estão ameaçadas de extinção, o que torna a proteção da área ainda mais importante.  

#### Recursos Hídricos
A APA cuida das nascentes e dos rios que são essenciais para os ecossistemas da região e para o fornecimento de água para as comunidades locais. Protege essas nascentes ajuda a garantir água limpa e em quantidade suficiente. 

### Principais Atrativos

#### Cachoeira e Lapa do Funil
Localizada em Mambaí, é o principal atrativo da APA Nascentes do Rio Vermelho. Ela deságua na Lapa do Funil, uma caverna que dá nome ao local. Os visitantes podem percorrer uma trilha que passa por dentro da caverna, atrás da cachoeira. A área oferece atividades de aventura, como Rapel, e é acessível por estrada asfaltada, com uma curta trilha de 1,1 km até o local. Recomenda-se o uso de protetor solar, repelente e calçado adequado.  

#### Cachoeira Paraíso do Cerrado
localizada em Damianópolis, a cachoeira chama bastante atenção pela beleza. Formada por rochas calcárias de 100 metros, ela cria um cânion que direciona o Córrego São Vidal para o Rio Correntes, com um lago cristalino perfeito para banhos. A área também conta com uma ilha e piscinas naturais formadas por tufas calcárias. O acesso é feito por estrada asfaltada até Damianópolis, seguido de uma trilha de 800 metros. O local oferece um almoço regional sob encomenda e recomenda-se levar protetor solar, repelente e calçados adequados. 

#### Lapa do Penhasco
Localizada em Buritinópolis, é uma caverna imponente com grandes salões e espeleotemas raros. Sua entrada fica no fundo de um vale cercado por escarpas de 80 metros e abriga uma pequena cachoeira e lagos. O local oferece um mirante com vista para os cânions, além de atividades de aventura como tirolesa e rapel. O acesso é feito por estrada asfaltada e uma trilha íngreme até a caverna.  

#### A Caverna da Clarabóia
Localizada em Buritinópolis, é uma caverna ampla por onde passa o Córrego das Dores e que recebe luz natural através de uma fenda no teto, chamada de Clarabóia. O acesso é fácil, com estrada asfaltada e uma trilha de 450 metros até a entrada. No local, os visitantes podem praticar rapel contemplativo de 25 metros. A atividade é realizada pela fenda que deixa entrar os raios de sol, dispensando iluminação artificial. A recomendação é usar roupas leves.   